# 미션 임파서블 2
《미션 임파서블 2》(영어: Mission: Impossible II)은 오우삼 감독, 톰 크루즈 주연(프로듀싱)의 2000년 액션 영화이다. 브라이언 드 팔마의 1996년 영화 미션 임파서블의 후속작으로, 미션 임파서블 영화 시리즈의 두 번째 작품이다.

## 줄거리
시드니 소재 제약회사 바이오사이트에 소속된 생화학자 네호르비치 박사는 옛 친구 이선 헌트에게 키메라 바이러스와 해독제인 '벨레로폰' 운반을 도와달라는 메시지를 보낸다. 그런데 이선이 휴가중이었기에, IMF에서는 대역인 숀 앰브로스를 이선으로 변장시켜 보냈다. 하지만 앰브로스는 조직을 배신하여, 네호르비치 박사를 비행기와 함께 살해하고 벨레로폰을 챙겨 탈출한다.
IMF의 스완벡 국장은 휴가중인 이선을 데려와서 앰브로스를 잡고 네호르비치가 처리하려던 바이러스의 정체를 알아내라는 임무를 부여한다. 그리고 작전 수행을 위해 나이아 홀이라는 전문 절도범을 영입하라고 지시한다. 이선은 스페인 세비야에서 나이아와 만나고, 둘은 곧 사랑에 빠진다. 그런데 나이아는 바로 앰브로스가 열렬히 구애하는 전 애인이었고, 스완벡 국장의 의도는 그녀를 앰브로스에게 잠입시켜 정보를 얻어내라는 것이었다. 이선은 반발하지만 나이아는 자신의 역할을 기꺼이 받아들인다.
이선은 해커인 루서와 헬기 조종사 빌리와 함께 팀을 구성하고 앰브로스와 바이오사이트사가 있는 시드니로 간다. 나이아는 추적기를 주입한 채로 앰브로스에게 접근하고 앰브로스는 그녀를 기쁘게 맞이한다. 동료인 스탬프가 나이아의 의도를 의심하였고 앰브로스 또한 짐작은 하였으나, 나이아를 아끼는 마음 때문에 묵살한다. 앰브로스는 이후 경마장에서 바이오사이트의 매클로이 대표와 접촉하고 어떤 영상을 보여준다. 앰브로스는 이 영상 데이터칩을 재킷 주머니에 넣었고, 나이아가 이선과 연계하여 이것을 빼돌린다. 영상은 키메라 바이러스가 불과 20시간 만에 적혈구를 파괴하여 죽음에 이르게 하는 치명적인 질병임과, 이를 치료할 유일한 방법이 벨레로폰이라는 것을 말해주었다. 나이아는 데이터칩을 다시 앰브로스의 재킷에 돌려두지만, 반대쪽 주머니에 넣는 바람에 앰브로스는 나이아가 스파이임을 확신하게 된다.
이선은 매클로이 대표를 납치해서, 바이오사이트가 키메라 바이러스를 퍼뜨린 뒤 치료제인 벨레로폰을 팔아 이득을 취하려던 것임을 알게 된다. 이선 일행은 바이오사이트의 연구시설에 있는 키메라 바이러스의 샘플을 전부 파괴하기로 한다. 그러나 앰브로스는 이선의 움직임을 전부 예측하고 있었고, 스파이로 드러난 나이아를 인질로 삼아 연구시설로 간다. 공중에서 줄을 타고 잠입한 이선은 키메라 바이러스를 전부 파기하였지만 주사총 한 정을 남겨두고 앰브로스의 습격을 받게 된다. 주사총을 사이에 두고 대치하게 되자, 바이러스가 필요했던 앰브로스는 나이아에게 주사총을 가져오라고 지시한다. 그러나 나이아는 이선을 위해 바이러스를 스스로의 몸에 주입한다. 그리고 이선에게 자기를 죽이라고 하지만 이선은 거부한다. 결국 앰브로스가 마지막 남은 바이러스 샘플인 나이아를 다시 데리고 간다.
앰브로스는 나이아를 시드니 거리에 풀어주어 대규모 감염을 일으키려 한다. 그리고 매클로이 대표를 불러 벨레로폰을 대가로 거래금과 바이오사이트사의 막대한 주식을 챙기려고 한다. 이선이 거래 현장을 습격하였고, 앰브로스는 스탬프에게 이선을 막으라고 지시한다. 격투 끝에 스탬프가 이선을 붙잡아 오고, 앰브로스가 가차없이 이선을 쏘아 죽인다. 그런데 죽은 것은 사실 이선으로 변장한 스탬프였고, 이선은 벨레로폰 샘플을 가지고 탈출한다. 나이아는 도심을 피해 해안가 절벽으로 이동하였고 루서와 빌리가 이를 발견한 뒤 이선에게 알린다. 이선은 벨레로폰을 들고 나이아에게 가면서, 앰브로스의 부하들을 처리한다. 앰브로스가 해안가까지 뒤쫓아 오자, 이선이 앰브로스와 치열한 격투 끝에 그를 쓰러뜨린다. 나이아와 만난 이선은 벨레로폰을 들고 다가가지만 앰브로스가 뒤에서 총을 겨눈다. 그때 마침 모래밭에 파묻힌 권총을 발견한 이선은 재빨리 주워 앰브로스를 향해 사격한다. 앰브로스는 사살되고, 이선은 나이아에게 벨레로폰을 주사하여 그녀의 목숨을 구한다.
사건이 모두 해결되고 스완벡 국장은 나이아의 전과를 모두 삭제해준다. 그리고 이선은 시드니에서 나이아와 함께 휴가를 즐긴다.

## 출연
- 톰 크루즈 - 에단 헌트
- 탠디 뉴턴 - 나이아 노도프홀
- 빙 레임스 - 루서 스티켈
- 두그레이 스콧 - 숀 앰브로스
- 브렌던 글리슨 - 존 C. 매클로이
- 리처드 록스버그 - 휴 스탬프
- 존 폴슨 - 빌리 베어드
- 라데 셰르베지야 - 블라디미르 네호르비치 박사
- 윌리엄 메이포서 - 월리스
- 도미닉 퍼셀 - 울리히
- 매슈 윌킨슨 - 마이클
- 앤서니 홉킨스 - 스완벡 사령관

## 제작 과정
1998년경, 주연인 톰 크루즈는 런던에서 《아이즈 와이드 셧》 촬영중 전화를 걸어 오우삼 감독을 직접 기용하였다. 크루즈는 오우삼의 전작 《페이스 오프》를 마음에 들어했고, 오우삼이 중요시하는 캐릭터와 드라마가 《미션 임파서블》을 이선 헌트를 내세운 시리즈로 만드는 데에 적합하다고 여겼다. 오우삼 감독은 전편의 구성을 따라야 하는 속편을 찍는 것을 좋아하지 않았지만 크루즈의 설득에 합류하게 되었다.
영화의 각본은 《딥 임팩트》의 마이클 톨킨]과 《앱솔루트 파워》의 윌리엄 골드먼이 모두 경질되고 전편의 각본을 썼던 로버트 타운에게 다시 돌아갔다. 타운이 각본 작업에 들어갔을 때 오우삼 감독은 이미 몇몇 액션신을 찍어둔 상태였고, 타운은 각본을 쓰면서 그 사이에 이미 만들어진 액션신을 집어넣었다.
오우삼 감독은 특수효과와 CG를 최소화한 액션신을 원했고, 크루즈 또한 그에 호응하여 영화의 95% 이상을 스턴트 없이 직접 연기하였다. 특히 영화의 도입부에서 이선이 절벽에 매달리는 장면 또한 크루즈가 직접 연기한 것이다. 크루즈의 액션을 생생하게 표현하기 위해 초당 120프레임의 촬영이 이루어졌다. 한편 악역 앰브로스 역을 맡은 더그레이 스콧은 오토바이 추격 장면을 찍던 도중 추락하여 목을 심하게 다쳤고, 이 때문에 한동안 촬영이 중단되기도 했다.

## 평가
듀나는 영화의 각본이 앨프리드 히치콕의 《오명》을 모방하기는 했지만, 액션의 동기가 명확하고 시리즈의 성격을 확립했다는 점에서 전편보다 낫다고 평가하였다.

## 한국어 더빙 성우진 (MBC, 2003년 9월 13일)
- 안지환 - 이단 헌트 (톰 크루즈)
- 이윤연 - 숀 앰브로즈 (더그레이 스콧)
- 박선영 - 나이아 노도프-홀 (탠디 뉴턴)
- 김용식 - 휴 스탬프 (리처드 록스버그)
- 박지훈 - 존 C. 맥클로이 (브렌던 글리슨)
- 최석필 - 루터 스티켈(빙 레임스)
- 김호성 - 빌리 베어드(존 폴슨)
- 김태훈 - 블라디미르 네크로비치 박사 (라데 셰르베지야)
- 이도련 - 스완 국장 (앤서니 홉킨스)
- 최한 - 월리스 (윌리엄 메이포서)
- 조현정 - 소녀 (앨리슨 아라야)
- 방성준 - 부조종사 (다니엘 로버츠)
- 정재헌 - 앰브로즈의 부하 (도미닉 퍼셀)
- 이원찬 - 맥클로이의 화학자 (기찬)
- 박신희 - 시스템 음성 (바바라 해리스)